# Jahjá Sinvár
Jahjá Ibráhím Hasan as-Sinvár (arabsky يحيى إبراهيم حسن السنوار‎‎; 29. října 1962 Chán Júnis – 16. října 2024 Rafah) byl palestinský politik, v letech 2017–2024 faktický vládce Pásma Gazy. Byl jedním ze spoluzakladatelů vojenského křídla Hamásu. Do roku 2024 byl druhou nejmocnější postavou v Hamásu. Po smrti Ismáíla Haníji byl v srpnu 2024 zvolen předsedou politbyra Hamásu a tím šéfem politického křídla hnutí.
V září 2015 byl federální vládou USA označen za Specially Designated Terrorist (doslova „speciálně označený terorista“).
V květnu 2024 oznámil vrchní žalobce Mezinárodního trestního soudu Karim Khan svůj záměr požádat o vydání zatykače na Sinvára. Jako důvod uvedl páchání válečných zločinů a zločinů proti lidskosti.

## Raný život
Narodil se jako Jahjá Ibrahím Hasan Sinvár v roce 1962 v uprchlickém táboře v Chán Júnis, který byl pod egyptskou vládou a kde strávil svá první léta. Jeho rodina pochází z Aškelonu, do Pásma Gazy uprchli nebo byli vyhoštěni během První arabsko-izraelské války v roce 1948. Po absolvování střední školy v Chán Júnis pokračoval na Islámské univerzitě v Gaze, kde získal bakalářský titul v oboru arabistika.

## Kariéra
Poprvé byl zatčen v roce 1982 za podvratnou činnost a několik měsíců strávil ve věznici Fara, kde se seznámil s dalšími palestinskými aktivisty, včetně Saláha Šehadé, a věnoval se palestinské věci. V roce 1985 byl znovu zatčen a po propuštění spolu s Rawhím Muštahou založil bezpečnostní organizaci, která se mimo jiné zabývala odhalováním izraelských špionů v palestinském hnutí a která se v roce 1987 stala „policií“ Hamásu.
V roce 1988 zosnoval únos a zabití dvou izraelských vojáků a vraždu čtyř Palestinců, které podezříval ze spolupráce s Izraelem, za což byl zatčen, odsouzen za vraždu a v roce 1989 odsouzen ke čtyřem doživotním trestům. Několikrát se pokusil o útěk, ale vždy byl dopaden. Během výkonu trestu mu byl v roce 2008 izraelskými lékaři odstraněn rakovinný nádor na mozku, čímž mu zachránili život. Odpykal si 22 let z trestu a byl nejstarším palestinským vězněm propuštěným mezi 1 026 dalšími v roce 2011 při výměně vězňů za vojáka Izraelských obranných sil Gil'ada Šalita, kterého Hamás držel pět let jako rukojmí.
V únoru 2017 byl tajně zvolen vůdcem Hamásu v Pásmu Gazy a vystřídal Ismáíla Haníju. V březnu zřídil správní výbor pro Pásmo Gazy kontrolovaný Hamásem, což znamenalo, že se postavil proti jakémukoli sdílení moci s Palestinskou autonomií v Rámaláhu. Odmítal jakékoli usmíření s Izraelem. Vyzval bojovníky, aby zajali další izraelské vojáky. V září 2017 začalo v Egyptě nové kolo jednání s Palestinskou autonomií a Sinvár souhlasil se zrušením správního výboru Hamásu pro Pásmo Gazy.
Dne 16. května 2018 v nečekaném prohlášení pro televizi Al-Džazíra prohlásil, že Hamás bude pokračovat „mírovém, lidovém odporu“, což otevírá možnost, že Hamás, který je v mnoha zemích považován za teroristickou organizaci, může hrát roli při jednáních s Izraelem. O týden dříve prohlásil: „Raději zemřeme jako mučedníci, než abychom zemřeli z útlaku a ponížení“, a dodal: „Jsme připraveni zemřít a desetitisíce lidí zemřou s námi“.
V březnu 2021 byl v tajných volbách zvolen na druhé čtyřleté období do čela pobočky Hamásu v Pásmu Gazy. Byl nejvýše postaveným představitelem Hamásu v Pásmu Gazy a faktickým vládcem Pásma Gazy a po Haníjovi druhým nejmocnějším členem Hamásu.
Dne 15. května 2021 byl hlášen izraelský nálet na jeho dům, bezprostřední informace o mrtvých či zraněných nebyly k dispozici. K náletu došlo v oblasti Chán Júnis na jihu Pásma Gazy. V následujícím týdnu se však nejméně čtyřikrát objevil na veřejnosti.

## Zdravotní stav
V roce 2008 byl Sinvárovi zjištěn zhoubný nádor na mozku. Izraelští lékaři mu náročnou operací zachránili život. „Řekla jsem mu, že stát Izrael vyhrál bitvu o jeho život, zachránil ho. A on na to: No a? To je vaše starost. Nejsem vám vděčný,“ uvedla bývalá ředitelka věznice ha-Šaron Betty Lahatová.

## Smrt
Dne 16. října 2024 byl zabit ve městě Rafah v Pásmu Gazy při akci izraelských ozbrojených sil. Tělo bylo identifikováno za pomocí rentgenu zubů a porovnání vzorků DNA, které od něj Izraelci získali během jeho pobytu ve vězení. Jeho úmrtí bylo potvrzeno 17. října izraelským ministrem zahraničí Jisra'elem Kacem.